# MapleStory (serie animata)
MapleStory (メイプルストーリー?, Meipurusutōrī) è un anime di 25 episodi basato sul gioco online coreano MapleStory. È stato prodotto dallo studio Madhouse nel 2007 ed è stato trasmesso a partire dal 7 ottobre dello stesso anno.

## Colonna sonora
Sigla iniziale
- Scratch On The Heart di Younha

Sigla finale
- Kokoro no kagayaki (心の輝き?) di Fumiko Orikasa

## Episodi
| Nº | Giapponese 「Kanji」 - Rōmaji                                                 | In onda          | In onda |
| Nº | Giapponese 「Kanji」 - Rōmaji                                                 | Giapponese       |         |
| 1  | 「アルとすてきな仲間たち！」 - Al to suteki na nakamatachi!                   | 7 ottobre 2007   |         |
| 2  | 「アルとニーナ」 - Al to Nina                                                 | 14 ottobre 2007  |         |
| 3  | 「友達っていいもんだぜ」 - Tomodachi tte ii mon daze                          | 21 ottobre 2007  |         |
| 4  | 「アルの正体！」 - Aru no shōtai!                                             | 28 ottobre 2007  |         |
| 5  | 「みんな仲間だぜ！」 - Minna nakama daze!                                     | 4 novembre 2007  |         |
| 6  | 「盗まれたハート」 - Musumareta haato                                         | 11 novembre 2007 |         |
| 7  | 「母さんは大どろぼう」 - Kaa-san ha oo dorobō                                 | 18 novembre 2007 |         |
| 8  | 「激突！ガルスVSバローVS超人アル」 - Gekitotsu! Garusu VS Baroo VS Chōjin Aru | 25 novembre 2007 |         |
| 9  | 「雨あめジメジメ大混乱」 - Ame ame jime jime daikonran                        | 2 dicembre 2007  |         |
| 10 | 「旅立ち！」 - Tabidachi!                                                     | 9 dicembre 2007  |         |
| 11 | 「ギル現る！」 - Giru arawaru!                                                | 16 dicembre 2007 |         |
| 12 | 「スピルナとアロアロ」 - Supiruna to Aroaro                                   | 23 dicembre 2007 |         |
| 13 | 「アロアロを探せ」 - Aroaro wo sagase                                         | 6 gennaio 2008   |         |
| 14 | 「光の聖剣再び！」 - Hikari no seiken futatabi!                               | 13 gennaio 2008  |         |
| 15 | 「世界樹の種のオークション」 - Seikai ki no tane no ookushon                  | 20 gennaio 2008  |         |
| 16 | 「ニーナのふるさと」 - Niina no furusato                                      | 27 gennaio 2008  |         |
| 17 | 「最強の戦士（前編）」 - Saikyō no senshi (zenhen)                            | 3 febbraio 2008  |         |
| 18 | 「最強の戦士（後編）」 - Saikyō no senshi (kōhen)                             | 10 febbraio 2008 |         |
| 19 | 「誇り高き盗賊アンジ！」 - Hokori takaki hōzoku Anji!                         | 17 febbraio 2008 |         |
| 20 | 「１０年前の真実！」 - 10 nen mae no shinjitsu!                               | 24 febbraio 2008 |         |
| 21 | 「父さんからの手紙」 - Tōsan karano tegami                                    | 2 marzo 2008     |         |
| 22 | 「ギルとアル、ふたりの剣」 - Giru to aru, futarino tsurugi                    | 9 marzo 2008     |         |
| 23 | 「世界樹の種」 - Sekaiju no tane                                              | 16 marzo 2008    |         |
| 24 | 「本当の強さ！」 - Hontō no tsuyosa!                                          | 23 marzo 2008    |         |
| 25 | 「世界樹の下で」 - Sekaiju no shita de                                        | 30 marzo 2008    |         |